# 炮灰攻略
《炮灰攻略》（英語：The Story Of Souls From Endless Books），2018年中国偶像剧。本剧改编自莞尔的同名网络小说，由余玥、严禹豪领衔主演，搜狐视频于2018年7月10日首播。

## 播出时间
| 频道     | 所在地   | 播映日期      | 播出时间 | 备注 |
| -------- | -------- | ------------- | -------- | ---- |
| 搜狐视频 | 中国大陆 | 2018年7月10日 |          |      |

## 演员列表

### 主要演员
| 演員   | 角色               | 介紹 |
| 余玥   | 百合               | 超级无敌的女拳击手，也是识破各种硬撩技能不按套路出牌的耿直girl，一次偶然的交通意外让她进入万卷书馆，从此便开启了穿越三千小说世界替炮灰逆袭的时空轨迹，喜歡葉忡謹。 |
| 严禹豪 | 叶忡谨/李延玺/駱成 | 小说《军阀风月录》里帅气逼人的南华军少帅，最擅长霸道总裁式撩妹，在百合穿越过程中与其相遇相知，并情陷其中，實為李延璽四魄的主魄/年幼時被百川帶回並認作乾兒子，百合的繼兄，也是萬萬的主人，為了保護百合四魄盡散，被萬萬封其萬卷書館三千世界中，四魄分別成為《军阀风月录》《国民男神爱上我》《诛仙驱邪志》《名门暗战》裡角色其中一魄/《国民男神爱上我》王牌製作人 |

### 其他演员
| 演員   | 角色 | 介紹 |
| 赵诚宇 | 万万 | 万卷书館守护灵，他造型多变，拥有神奇手鏈，时而靠谱，时而不靠谱，他弯起无名指就能“法力无边”，他也是沟通百合和四本小说故事的牵线人。 |
| 苗青   | 杨蓉 | 《軍閥風月錄》女一號，原為報仇接近葉忡謹，後來得知其實父母死於劉憲林手下與葉忡謹合作，喜歡上葉忡謹，開槍殺死穿越後的百合，死於葉忡謹槍下，死後極深的怨念成為一縷怨魄從書裡出來報復百合與葉忡謹，後來被葉忡謹幻化的靈槍射中後靈魄盡散。 |
| 王鹏   | 封宁 | 《國民男神愛上我》裡一角，百合穿越後的貼心助理，實為李延璽的一魄。 |
| 陈宥维 | 容离 | 《诛仙驱邪志》裡一角，同為故事裡莫少奇煉化後功力極強的白毛殭屍，智商未開所以時常出現呆萌可愛的表現，後來為救穿越後的百合與葉忡謹並與魔化後的莫少奇大戰，靈魄剝離並被帶回現實世界，實為李延璽的一魄。                                   |
| 李诗琦 | 裴骏 | 《名门暗战》裡的一角色，身手了得的職業殺手，原本設計百合要致她於死地，卻發現她與夢中女子長相一致，與穿越後的百合條件合作貼身保護她，百合就告訴他一直疑惑的原因，實為李延璽的一魄。                                                     |
| 郭云飞 | 百川 | 百合的父親，穿越超級小說迷。 |

## 电视原声带
| 曲序 | 曲目             | 演唱   |
| ---- | ---------------- | ------ |
| 1.   | 等得起（主题曲） | 叶炫清 |